# سنتز ایمیدازول دیباس–رادیشوفسکی
سنتز ایمیدازول دیباس–رادیشوفسکی(به انگلیسی: Debus-Radziszewski imidazole synthesis) یک واکنش آلی است که برای سنتز ایمیدازول‌ها از دی‌کربونیل، آلدهید و آمونیاک استفاده می شود. جزء دی‌کربونیل معمولاً گلیوکسال است، اما می تواند شامل ۲٬۱-دی‌کتون و کتوآلدهیدهای مختلف نیز باشد. از این روش تجاری برای تولید چندین ایمیدازول استفاده می شود. این فرایند نمونه ای از یک واکنش چندجزئی است.
واکنش را می توان به دو مرحله تقسیم کرد. در مرحله اول، دی‌کربونیل و آمونیاک متراکم می شوند تا دی‌ایمین (با جهت غیر معمول گروههای N-H نشان داده می شود) تشکیل شود:
در مرحله دوم، این دی‌ایمین با آلدهید متراکم می شود:
این واکنش به نام هاینریش دیباس و برونیسلاو لئونارد رادیشوفسکی نامگذاری شده است.
اصلاح این روشِ کلی، که در آن یک اکی‌والان آمونیاک با آمین جایگزین می شود، ایمیدازول‌های N-استخلافی با بازدهی خوب تولید می کند.